# Regione Sudorientale (Malta)
La Regione Sudorientale (in inglese: South Eastern Region, in maltese: Reġjun Xlokk) è stata una regione di Malta. La regione comprendeva la parte settentrionale dell'isola principale di Malta. La regione confinava con le regioni Centrale e Meridionale.
Fu creata con la legge n. XVI del 2009 su una parte della Malta Maestrale. L'Act no.XIV del 2019, che ha portato ad una riforma delle suddivisioni nel 2021, l'ha soppressa.